# کمباسشن انجینیرینگ (شرکت آمریکایی)
کمباسشن انجینیرینگ جنرال الکتریک (به انگلیسی: Combustion Engineering GE) (مهندسی احتراق) در حال حاضر صاحب فناوری دیگهای بخار C-E است و ارائه دهنده قطعات و خدمات می‌باشد. (C-E) یک شرکت مهندسی چند ملیتی مستقر در آمریکا بود و پیشرو در توسعه سیستم‌های تأمین بخار فسیلی و هسته ای در ایالات متحده بود و تقریباً ۴۲۰۰۰ کارمند در سرتاسر جهان داشت. در ابتدا دفتر مرکزی آن در شهر نیویورک قرار داشت، C-E در سال ۱۹۷۳ دفاتر شرکت‌های خود را به استمفورد، کانکتیکات منتقل کرد. کارگران سابق به دنبال سمتهای رهبری در شرکتهای بزرگ مهندسی و دولتهای جهان بودند. این شرکت در اوایل سال ۱۹۹۰ توسط Asea Brown Boveri به دست آمد.مشاغل دیگ بخار و سوخت‌های فسیلی توسط Alstom در سال ۲۰۰۰ خریداری شدو تجارت هسته ای توسط شرکت الکتریکی Westinghouse نیز در سال ۲۰۰۰ خریداری شد.

## تأسیس[۴]
مهندسی احتراق در سال ۱۹۱۲ از طریق ادغام شرکت Grieve Grate و شرکت آمریکایی استوکر، دو تولیدکننده مشهور تجهیزات احتراق سوخت سازماندهی شد. این شرکت در ابتدا در ۱۱ برادوی و در خیابان ۴۳ - ۵ - ۷ خیابان براد (منهتن) مستقر بود، هر دو در منهتن پایین. در ماه مه همان سال، این شرکت ساخت یک ساختمان اداری هشت طبقه را در همان محل آغاز کرد.

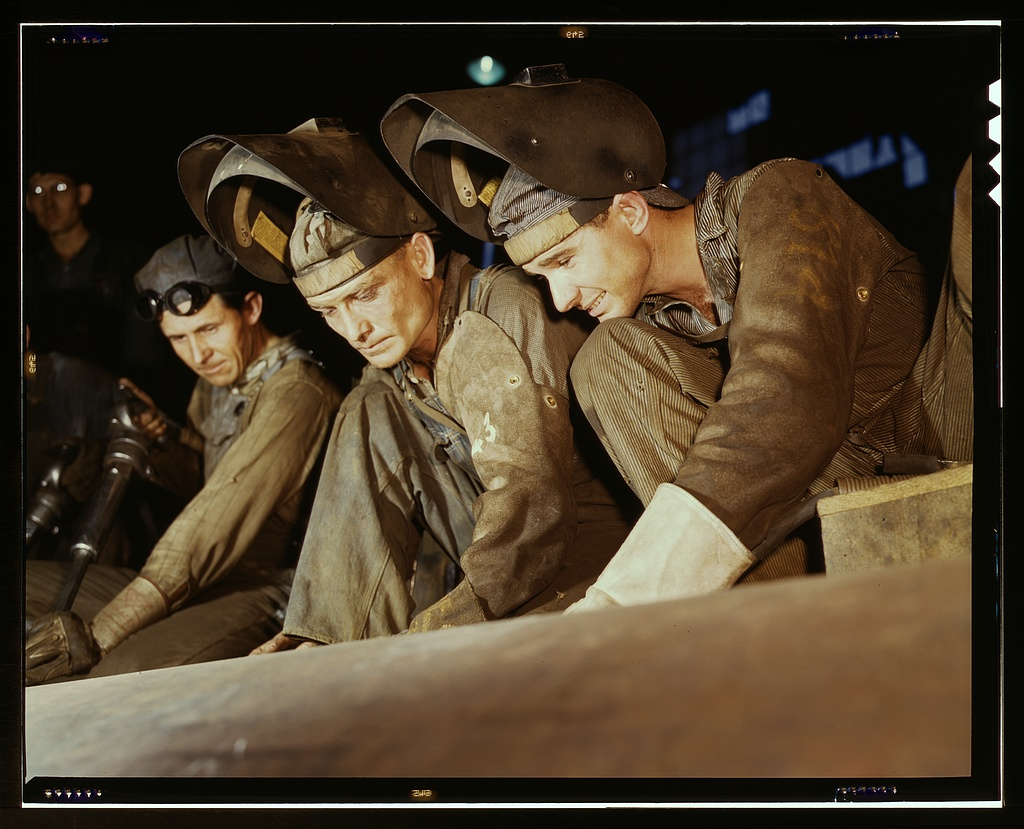

در دهه ۱۹۲۰ تجهیزات دیگ بخار C-E استوکر نوع Type-E طراحی شده توسط انگلیسی بود. C-E علاوه بر Type-E، چندین نوع دیگر از استوکرهای زیر مصرف را نیز ارائه داد. در دهه ۱۹۲۰، تمام افراد مسوول C-E در کارخانجات تولیدی در امتداد رودخانه مونونگهلا در جنوب پیتزبورگ ساخته شدند.
در سال ۱۹۲۵، C-E وارد کار دیگ بخار شد و کار دیگ بخار را که در کارخانه River Rouge شرکت Ford Ford در Dearborn , MI نصب شده بود، آغاز کرد. C-E همچنین دو شرکت دیگ بخار را در Chattanooga , TN به منظور تقویت قابلیت‌های تولید خود به دست آورد.

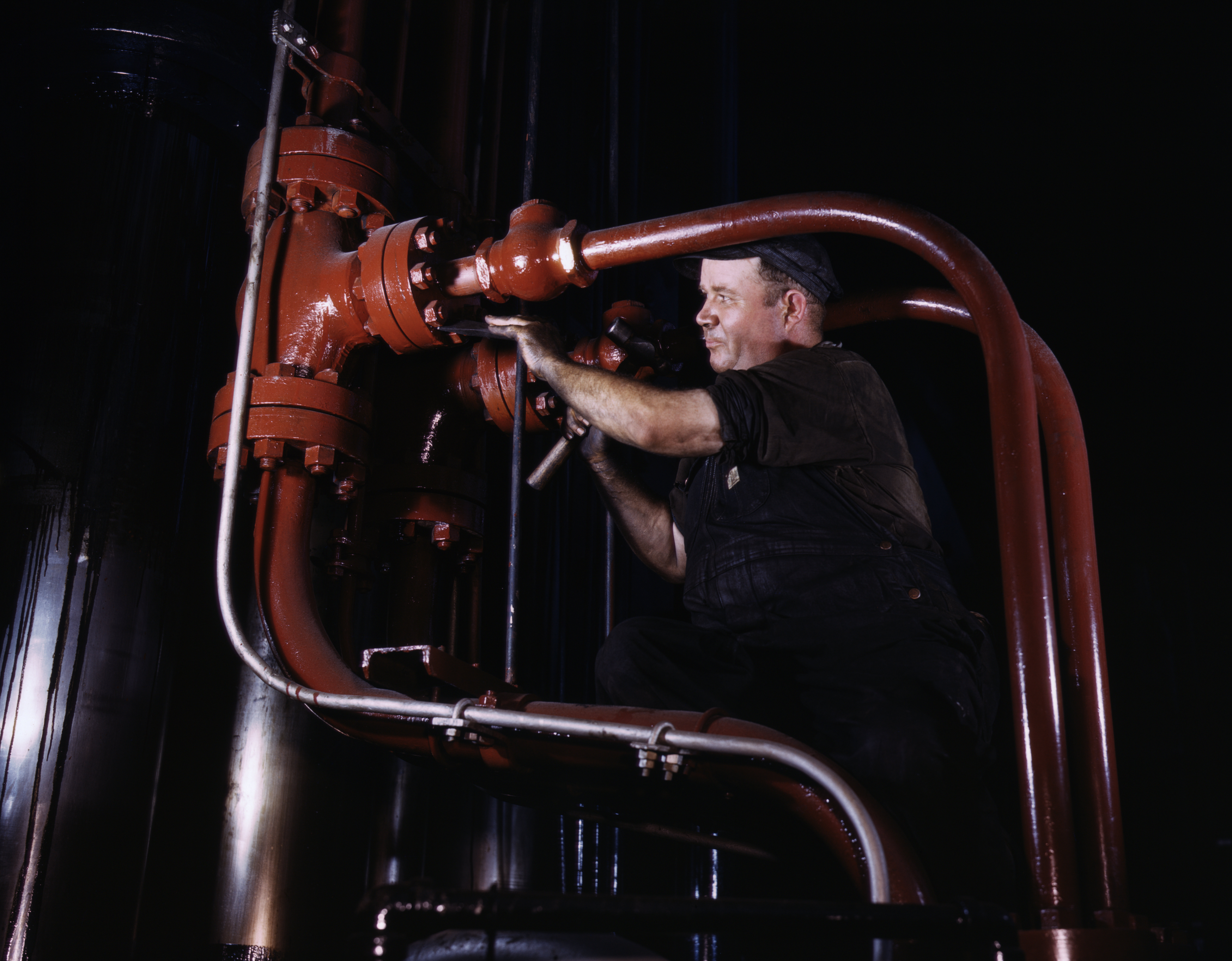

در دهه 1970 C-E اولین سیستم دانه بازیافت سیم را از یک جوان کارآفرین / مخترع و مهندس متالورژی به نام چارلز ویکتور پل بالو بدست آورد. سیستم گرانول سیم بازیافت یک قطعه بزرگ از ماشین آلات بود که سیم ضایعات را از شرکت‌های تلفن و شرکت‌های برقی گرفت و آلیاژ را از روکش پلاستیکی یا لاستیکی به سرعت و به‌طور خودکار استخراج کرد و جدا کننده آنرا جدا کرد. آلیاژ سلب شده به داخل یک دستگاه مهار وارد می‌شود و قطره به دیگری می‌رود. بازیافت هر دو مورد، بنابراین از دفن زباله‌های سرریز شده به سرعت جلوگیری می‌شود

### ادغام با شرکت Superheater
در جریان رکود بزرگ، C-E با شرکت Superheater همکاری ایجاد کرد. شرکت فوق گرمایی لوکوموتیو در سال ۱۹۱۰ برای استفاده بیشتر از بخار گرم شده در لکوموتیوها تأسیس شد. مرکز تولید اولیه شرکت Superheater در شرق شیکاگو، ایندیانا واقع شده‌است.
در دسامبر سال ۱۹۴۸ سهامداران سهام ادغام بین شرکت مهندسی احتراق و شرکت Superheater را تصویب کردند. پس از ادغام، شرکت با نام مهندسی احتراق-Superheater Inc. در سپتامبر سال ۱۹۵۰ این شرکت اعلام کرد قصد دارد یک واحد تولید فشار بالا برای شرکت الکتریکی و برق ویرجینیا در چستر، ویرجینیا بسازد.
در سال ۱۹۵۳، نام Superheater از بین رفت و شرکت نام آشناتر را گرفت - احتراق مهندسی، شرکت. در این زمان، C-E در درجه اول مجامع دیگ بخار را برای نیروگاه‌های معمولی طراحی و ساخته‌است. نیروگاه‌های زغال سنگ و روغن.
در اواسط دهه ۵۰، C-E همچنین با دستیابی به شرکت Lummus واقع در بلومفیلد، نیوجرسی، عملیات خود را در زمینه اکتشاف نفت و گاز، تولید، پالایش و پتروشیمی گسترش داد. لوموس همچنین سیستم‌های تولید بخار صنعتی کوچک را برای بازیافت بهبود یافته در میدان نفت فراهم کرد.
C-E یکی از مهمترین تأمین کننده‌های دیگهای بخار جنگی با نیروی بخار نیروی دریایی ایالات متحده، از جمله کشتی‌های Liberty در طول جنگ جهانی دوم بود. در میان بسیاری از کشتی‌های جنگی دیگر، تمام ۴۶ ناوچه از نوع ناکس ساخته شده در دهه ۱۹۶۰ و ۱۹۷۰ مجهز به نیروگاه C-E با ظرفیت ۱۲۰۰ پوند بر مربع اینچ (۸،300 kPa) بود.
C-E همچنین در ساخت سیستم‌های تأمین بخار آب زغال سنگ بزرگ که در سراسر جهان مورد استفاده قرار می‌گرفت، پیشرو بود. C-E فرایند شلیک مماس مورد استفاده در دیگهای بخار زغال سنگ بزرگ با ظرفیت بزرگ مدرن را پیشگام کرد. C-E یک واحد تست بزرگ سوزاندن زغال سنگ را در سایت ویندزور، کانکتیکات حفظ کرد که به گروه قدرت سیستم اجازه داد تا تغییرات جریان هوای دیگ بخار و سایر فاکتورهای مهم طراحی دیگ را آزمایش کند.

### رشد سیستم‌های تأمین بخار هسته ای
فعالیت انرژی هسته ای C-E در سال ۱۹۵۵ تحت آرتور سانتری جونیور آغاز شد. تاریخچه دانشگاه C-E Windsor، پردیس کانکتیکات به توسعه اولیه زیردریایی هسته ای مربوط می‌شود. از اواسط دهه ۱۹۵۰ تا اوایل دهه ۱۹۶۰، مهندسی احتراق، تحت قرارداد دولت فدرال، سوخت هسته ای برای زیردریایی‌های هسته ای «نیروی هسته ای» نیروی دریایی ایالات متحده تولید کرد. همچنین در محل ویندزور محل نمونه اولیه آموزش نیروی محرکه هسته ای دریایی معروف به S1C قرار داشت که توسط C-E مجاور محوطه اصلی آن طراحی و ساخته شد. نمونه اولیه S1C توسط C-E برای بیش از ده سال به عنوان مرکز آموزش تحقیق و توسعه و نیروی دریایی اداره می‌شد. پس از انقضای قرارداد C-E، متعاقباً قرارداد S1C به آزمایشگاه انرژی اتمی ناولز (KAPL) تعلق گرفت، که تا اواخر دهه ۱۹۹۰ و اوایل دهه ۲۰۰۰، این واحد را تا رفع و متلاشی شدن آن اداره می‌کرد.
در دهه ۱۹۶۰، C-E شروع به فروش سیستم‌های تأمین انرژی بخار هسته ای کرد. اولین سیستم تأمین بخار هسته ای تجاری به ایستگاه تولید هسته ای Palisades، که هنوز در حال بهره‌برداری است، به شرکت Consumers Power Michigan فروخته شد. C-E در این حوزه با تهاجمی با جنرال برقی و وستینگهاوس رقابت کرد.
در اواخر دهه ۱۹۶۰ این شرکت سیستم‌های رآکتور هسته ای و سوخت اورانیوم را برای شرکت‌های برق تولید کرد. در آوریل ۱۹۶۸ سرمایه‌گذاری مشترک اعلام شد که شامل شرکت مهندسی احتراق، گاز طبیعی هیوستون و شرکت اکتشاف و توسعه Ranchers است. این سه تجارت برای جستجوی اورانیوم در ۲۵۰٬۰۰۰ جریب (۱۰۰۰ کیلومتر مربع) در نیومکزیکو جمع شدند.
C-E به‌طور کلی با یک طراحی برتر اعتبار داشت، بدیهی است که عملکرد مگاوات رآکتورهای هسته ای آن به‌طور معمول حدود ۱۰٪ بیشتر از گیاهان وستینگهاوس قابل مقایسه است. اساس این افزایش کارایی یک سیستم مبتنی بر رایانه به نام سیستم نظارت محدود عملیاتی Core (COLSS) برای طراحی و ماشین حساب محافظ هسته (CPC) برای کار در اتاق کنترل زمان واقعی بود، که تقریباً ۳۰۰ واحد در آشکارسازهای نوترونی-نمره ای و الگوریتم ثبت شده برای انعطاف‌پذیری بالاتر قدرت. [احتراق مورد نیاز] احتراق همچنین تعدادی از رآکتور و ژنراتورهای بخار Westinghouse را در تأسیسات تولیدی Chattanooga خود تحت قرارداد با شرکت Westinghouse ساخت.
C-E برای پشتیبانی از مشتریان از سیستم‌های تأمین بخار هسته ای خود، یک شبیه‌ساز آموزش رآکتور هسته ای پیشرفته را در مرکز ویندزور حفظ کرد.

### ساختار و سازمان شرکت
در دهه ۱۹۶۰ و ادامه آن تا سال ۱۹۸۸، C-E تعدادی از شرکتها را به دست آورد، بسیاری از آنها مستقیماً با تجارت اصلی بخار لوازم خانگی ارتباطی ندارند. در نتیجه، ساختار شرکت تحول پیدا کرد به طوری که دارای پنج و بعداً شش گروه تجاری یا بخش عمده بود. CE Power Systems شامل مؤلفه‌های اصلی تأمین بخار آب، گروه صنعتی CE، گروه صنعتی CE , CE Lummus و گروه خدمات مهندسی، گروه نسوز و مواد معدنی CE، گروه نفت و گاز CE و آخرین گروه Instrumentation & Controls CE برای ایجاد تمرکز مدیریت به عنوان شرکت تشکیل شده‌است؛ و پایه محصولات آن گسترش یافت. بخش سیستم‌های برق شامل اصلی‌ترین تجهیزات اصلی تولید در Chattanooga ، سنت لوئیس، Monongahela، بیرمنگام بود؛ و در کانادا، برانتفورد، کرن و دیوار ساخت کانادا. تعدادی از شرکت‌ها به دست آوردند یا توسعه یافتند و به این بخش اضافه شدند، از جمله، ساختارهای قطبی آمریکایی، C-E Controls , P.F. شرکت آوری، C-E Impel , C-E Maguire (چارلز م. Maguire و همکاران) و فلزات C-E (عمدتاً یک نوع قراضه مخصوص در Chattanooga). و در اصل به سه زیر گروه اصلی تقسیم می‌شد: فسیل، هسته ای و خدمات (که شامل نصب مزرعه، قطعات یدکی پس از فروش و خدمات مهندسی بود). گروه صنعتی شامل دیگ بخار صنعتی CE (بخشی از پایه اصلی CE در شرق شیکاگو، IN و Detroit & Saginaw, MI) , CE Bauer (تجهیزات کاغذ و خمیر کاغذ)، CE Raymond (تجهیزات خرد کردن و انتقال)، پیش گرمکن هوا (CE) فناوری Ljungström®)، غربالگری CE تایلر (صفحه‌های سیم صنعتی)، CE Ehrsham (نوار نقاله و آسانسور دانه). C-E Enterprise ساخت، آسانسور C-E Tyler , CERREY و سایر شرکت‌های تأمین کننده صنعتی. گروه نفت و گاز شامل شرکت‌هایی مانند CE Natco , CE Grey Tool , Beaumont Well Works , CE Vetco , OilField Engineering, CE Houston Forming و غیره می‌باشد. گروه‌های نسوز و مواد معدنی شامل CE Minerals, CE Refractories, CE Cast Industrial Products, CE محصولات ساختمانی (محصولات ساختمانی آلومینیوم CE , CE مورگان، CE استنلی آرتکس)، جورجیا کائولن، پریور-گیگی، CE حمل و نقل، CE شیشه ای، CE برنز شیشه ای هوردیس و غیره. سیستم‌ها، CE فرایند تجزیه و تحلیل (به دست آورد از Bendix)، و غیره. هر گروه دارای یک دفتر مرکزی و کارمندان پشتیبانی بود که اقدامات شرکت‌های هر گروه را با عملکردهای پشتیبانی شرکت CE از مدیریت، سیستم‌های اطلاعاتی، بیمه، خزانه داری، حسابداری، حسابرسی و کارکنان هماهنگ می‌کرد. .
C-E در کانادا حضور گسترده‌ای داشت، از جمله امکانات تولید بخار فسیلی و هسته ای. تعدادی از شرکتهای گروه صنعتی نیز در آنجا دارای امکانات تولیدی بودند که عمدتاً در استان انتاریو واقع شده‌اند. گروه نفت و گاز در استان‌های آلبرتا و ساسکاچوان فعالیت داشت. C-E دارای دفاتر نگهداری شده و همچنین تعدادی از سایتهای تولیدی در سطح جهانی از جمله انگلستان، ایرلند، اتریش، آلمان، ایتالیا، آفریقای جنوبی، بلژیک، مکزیک و فرانسه. فناوری C-E در طیف گسترده‌ای از محصولات دارای مجوز در سراسر جهان بود.

### رهبری و مدیریت
برای بیشتر وجود شرکت، خانواده سانتری مدیریت C-E را کنترل می‌کردند. جوزف سانتری تا سال ۱۹۶۳ رئیس‌جمهور شرکت بود. آرتور سانتری، خواهرزاده جوزف، در سال ۱۹۶۳ به عنوان رئیس‌جمهور و در سال ۱۹۸۲ رئیس هیئت مدیره CE معرفی شد و هر دو عنوان را در اختیار گرفت تا اینکه وی در سال ۱۹۸۴ از سمت خود به عنوان رئیس‌جمهور استعفا داد. به عنوان رئیس تا سال ۱۹۸۸. چارلز هوگل در سال ۱۹۸۴ به عنوان رئیس CE انتخاب شد و تا سال ۱۹۸۸ هنگامی که جانشین آقای سانتری به عنوان رئیس هیئت مدیره شد، در آن مقام ماند. جورج کیمل در سال ۱۹۸۸ به عنوان رئیس‌جمهور و مدیر عامل معرفی شد و تا زمان فروش شرکت به ABB در سال ۱۹۹۰ در آن مقام باقی ماند.